# Willroth
Willroth là một đô thị thuộc huyện Altenkirchen, trong bang Rheinland-Pfalz, phía tây nước Đức. Đô thị Willroth có diện tích 1,97 km², dân số thời điểm ngày 31 tháng 12 năm 2006 là 849 người.